# Šarišské Sokolovce
Šarišské Sokolovce (do roku 1948 Tolčemeš, do roku 1927 též Toučemeš Čipkoš; maďarsky Tótselymes, v letech 1902–1907 Tolcsemescsipkés, dříve Tolcsemes) jsou obec na Slovensku v okrese Sabinov. Původní název Tolčemeš (Tóth – selmes) pocházel z maďarštiny: tót znamená slovenský a sólyom sokol.Obec se nachází na jižním svahu pohoří Čergov  v kopcovité krajině, přičemž převážná část obce sahá zalesněnými horami až k 1068 m vysoké Lysé hoře. Střed obce je sedm kilometrů od Sabinova. Součástí obce je bývalá ves Čipkeš, která byla začleněna po roce 1900 (první zmínka roku 1274 jako Cuhunaallya, maďarsky Csipkés).

## Historie
Na území dnešní obce stával v 10. a 11. století slovanský hrad. Místo obce bylo poprvé zmíněno v roce 1307 jako Solmus, o sedm let později se objevuje název Touthsolyumus. V roce 1787 měla obec 34 domů a 251 obyvatel, v roce 1828 zde bylo 47 domů a 370 obyvatel, kteří byli zaměstnáni jako rolníci a lesní dělníci. Ve druhé polovině 19. století došlo k masivnímu vystěhovalectví.

## Pamětihodnosti
- V obci se nachází římskokatolický kostel sv. Mikuláše z roku 1714, který byl zásadně přestavěn v letech 1968–1970 a 1999–2001.[4]
- Slovanské hradiště.[5][6]

## Osobnosti
- János Küküllei (†1393), římskokatolický kněz a kronikář

## Partnerské obce
- Drienica, Slovensko
- Dubovica, Slovensko
- Hubošovce, Slovensko
- Jakubovany, Slovensko
- Uzovce, Slovensko
- Gmina Wiśniew, Polsko